# Chennaiyin Football Club 2014
Questa voce raccoglie le informazioni riguardanti il Chennaiyin nelle competizioni ufficiali della stagione 2014.

## Maglie e sponsor
Il fornitore tecnico per questa stagione è TYKA Sports, mentre lo sponsor ufficiale è Ozone Group.
| Casa | Trasferta |

## Rosa
| N. |                     | Ruolo | Calciatore          |
| -- | ------------------- | ----- | ------------------- |
| 21 | India (bandiera)    | P     | Abhijit Mondal      |
| 1  | Francia (bandiera)  | P     | Gennaro Bracigliano |
| 29 | Italia (bandiera)   | P     | Francesco Franzese  |
| 25 | India (bandiera)    | D     | Dhanachandra Singh  |
| 19 | India (bandiera)    | D     | Gouramangi Singh    |
| 4  | India (bandiera)    | D     | Khelemba Singh      |
| 15 | India (bandiera)    | D     | Abhishek Das        |
| 5  | Francia (bandiera)  | D     | Bernard Mendy       |
| 27 | Francia (bandiera)  | D     | Mikaël Silvestre    |
| 23 | Italia (bandiera)   | D     | Marco Materazzi     |
| 6  | Italia (bandiera)   | D     | Alessandro Nesta    |
| 2  | Colombia (bandiera) | D     | Jairo Suárez        |
| 18 | India (bandiera)    | C     | Harmanjot Khabra    |
| 13 | India (bandiera)    | C     | Denson Devadas      |

| N. |                     | Ruolo | Calciatore                |
| -- | ------------------- | ----- | ------------------------- |
| 26 | India (bandiera)    | C     | Anthony Barbosa           |
| 28 | India (bandiera)    | C     | Pappachen Pradeep         |
| 24 | India (bandiera)    | C     | Jaison Vales              |
| 3  | India (bandiera)    | C     | Sukhwinder Singh          |
| 8  | Spagna (bandiera)   | C     | Cristian Hidalgo          |
| 10 | Svezia (bandiera)   | C     | Bojan Djordjic (Capitano) |
| 6  | Camerun (bandiera)  | C     | Eric Djemba-Djemba        |
| 20 | Brasile (bandiera)  | C     | Bruno Pelissari           |
| 7  | Brasile (bandiera)  | C     | Elano                     |
| 12 | India (bandiera)    | A     | Jeje Lalpekhlua           |
| 16 | India (bandiera)    | A     | Jayesh Rane               |
| 17 | India (bandiera)    | A     | Balwant Singh             |
| 9  | Haiti (bandiera)    | A     | Jean-Eudes Maurice        |
| 14 | Colombia (bandiera) | A     | Stiven Mendoza            |

## Calciomercato
| Acquisti | Acquisti            | Acquisti            | Acquisti   |
| R.       | Nome                | a                   | Modalità   |
| -------- | ------------------- | ------------------- | ---------- |
| P        | Gennaro Bracigliano | Olympique Marsiglia | definitivo |
| P        | Abhijit Mondal      | East Bengal         | prestito   |
| P        | Shilton Paul        | Mohun Bagan         | prestito   |
| P        | Francesco Franzese  | Corridonia          | svincolato |
| D        | Dhanachandra Singh  | Mohun Bagan         | prestito   |
| D        | Gouramangi Singh    | Rangdajied Utd      | definitivo |
| D        | Khelemba Singh      | Mumbai              | definitivo |
| D        | Abhishek Das        | East Bengal         | prestito   |
| D        | Bernard Mendy       | Brest               | definitivo |
| D        | Mikaël Silvestre    | Portland Timbers    | svincolato |
| D        | Marco Materazzi     |                     | svincolato |
| D        | Alessandro Nesta    |                     | svincolato |
| D        | Jairo Suárez        |                     | svincolato |
| C        | Harmanjot Khabra    | East Bengal         | prestito   |
| C        | Denson Devadas      | Mohun Bagan         | definitivo |
| C        | Anthony Barbosa     | Churchill Brothers  | definitivo |
| C        | Pappachen Pradeep   | Mumbai              | prestito   |
| C        | Jaison Vales        | Churchill Brothers  | definitivo |
| C        | Sukhwinder Singh    | East Bengal         | prestito   |
| C        | Cristian Hidalgo    | Bnei Sakhnin        | definitivo |
| C        | Bojan Djordjic      | Vasalund            | definitivo |
| C        | Eric Djemba-Djemba  | St. Mirren          | definitivo |
| C        | Bruno Pelissari     | Athl. Paranaense    | prestito   |
| C        | Elano               | Grêmio              | svincolato |
| A        | Jeje Lalpekhlua     | Mohun Bagan         | prestito   |
| A        | Jayesh Rane         | Mumbai              | prestito   |
| A        | Balwant Singh       | Mohun Bagan         | prestito   |
| A        | Jean-Eudes Maurice  | Paris Saint-Germain | svincolato |
| A        | Stiven Mendoza      | Corinthians         | prestito   |

| Cessioni | Cessioni | Cessioni | Cessioni |
| R.       | Nome     | da       | Modalità |
| -------- | -------- | -------- | -------- |

## Risultati

### Indian Super League
| Goa 15 ottobre 2014, ore 19:00 UTC+5:30 1ª giornata                               | FC Goa    | 1 – 2 referto               | Chennaiyin | Fatorda Stadium (16 652 spett.) |
| \| \| \| \| \| Grégory Arnolin 65’ \| Marcatori \| Balwant Singh 32’ Elano 42’ \| |           |                             |            |                                 |
|                                                                                   |           |                             |            |                                 |
| Grégory Arnolin 65’                                                               | Marcatori | Balwant Singh 32’ Elano 42’ |            |                                 |

| Chennai 21 ottobre 2014, ore 19:00 UTC+5:30 2ª giornata                     | Chennaiyin | 2 – 1 referto | Kerala Blasters | Marina Arena (19 430 spett.) |
| \| \| \| \| \| Elano 14’ Bernard Mendy 63’ \| Marcatori \| Iain Hume 49’ \| |            |               |                 |                              |
|                                                                             |            |               |                 |                              |
| Elano 14’ Bernard Mendy 63’                                                 | Marcatori  | Iain Hume 49’ |                 |                              |

| New Delhi 25 ottobre 2014, ore 16:30 UTC+5:30 5ª giornata                                           | Delhi Dynamos | 4 – 1 referto | Chennaiyin | Jawaharlal Nehru Stadium (13 000 spett.) |
| \| \| \| \| \| Wim Raymaekers 1’ Junker 21’ Herrero 79’ Dos Santos 90’ \| Marcatori \| Elano 69’ \| |               |               |            |                                          |
| |               |               |            |                                          |
| Wim Raymaekers 1’ Junker 21’ Herrero 79’ Dos Santos 90’                                             | Marcatori     | Elano 69’     |            |                                          |

| Chennai 28 ottobre 2014, ore 19:00 UTC+5:30 4ª giornata                                                        | Chennaiyin | 5 – 1 referto       | Mumbai City | Jawaharlal Nehru Stadium (16 567 spett.) |
| \| \| \| \| \| Elano 9’, 69’ Jeje Lalpekhlua 26’ John Valencia 41’, 44’ \| Marcatori \| Syed Rahim Nabi 87’ \| |            |                     |             |                                          |
| |            |                     |             |                                          |
| Elano 9’, 69’ Jeje Lalpekhlua 26’ John Valencia 41’, 44’                                                       | Marcatori  | Syed Rahim Nabi 87’ |             |                                          |

| Chennai 2 novembre 2014, ore 16:30 UTC+5:30 5ª giornata                   | Chennaiyin | 1 – 1 referto          | Atlético de Kolkata | Jawaharlal Nehru Stadium (24 088 spett.) |
| \| \| \| \| \| Elano 93’ (rig.) \| Marcatori \| Luis García 35’ (rig.) \| |            |                        |                     |                                          |
|                                                                           |            |                        |                     |                                          |
| Elano 93’ (rig.)                                                          | Marcatori  | Luis García 35’ (rig.) |                     |                                          |

| Chennai 8 novembre 2014, ore 19:00 UTC+5:30 6ª giornata                    | Chennaiyin | 2 – 2 referto             | NorthEast Utd | Jawaharlal Nehru Stadium (49 517 spett.) |
| \| \| \| \| \| Elano 25’ (78) \| Marcatori \| Cornell Glen 38’ Koke 85’ \| |            |                           |               |                                          |
|                                                                            |            |                           |               |                                          |
| Elano 25’ (78)                                                             | Marcatori  | Cornell Glen 38’ Koke 85’ |               |                                          |

| Pune 11 novembre 2014, ore 19:00 UTC+5:30 7ª giornata                     | Pune City | 1 – 1 referto     | Chennaiyin | Shree Shiv Chhatrapati Sports Complex (7 243 spett.) |
| \| \| \| \| \| Kōstas Katsouranīs 9’ \| Marcatori \| John Valencia 58’ \| |           |                   |            |                                                      |
|                                                                           |           |                   |            |                                                      |
| Kōstas Katsouranīs 9’                                                     | Marcatori | John Valencia 58’ |            |                                                      |

| Calcutta 14 novembre 2014, ore 19:00 UTC+5:30 8ª giornata | Atlético de Kolkata | 0 – 0 referto | Chennaiyin | Salt Lake Stadium (46 288 spett.) |

| Chennai 19 novembre 2014, ore 19:00 UTC+5:30 9ª giornata                                                                  | Chennaiyin | 3 – 1 referto                 | Pune City | Jawaharlal Nehru Stadium (23 726 spett.) |
| \| \| \| \| \| John Valencia 62’ Bruno Pelissari 70’ Jeje Lalpekhlua 90’ \| Marcatori \| Eric Djemba-Djemba 70’ (a.g.) \| |            |                               |           |                                          |
| |            |                               |           |                                          |
| John Valencia 62’ Bruno Pelissari 70’ Jeje Lalpekhlua 90’                                                                 | Marcatori  | Eric Djemba-Djemba 70’ (a.g.) |           |                                          |

| Mumbai 23 novembre 2014, ore 19:00 UTC+5:30 10ª giornata                                    | Mumbai City | 0 – 3 referto                                             | Chennaiyin | DY Patil Stadium (23 857 spett.) |
| \| \| \| \| \| \| Marcatori \| Pelissari 71’ Dhanachandra Singh 81’ Cristian Hidalgo 89’ \| |             |                                                           |            |                                  |
|                                                                                             |             |                                                           |            |                                  |
|                                                                                             | Marcatori   | Pelissari 71’ Dhanachandra Singh 81’ Cristian Hidalgo 89’ |            |                                  |

| Guwahati 27 novembre 2014, ore 19:00 UTC+5:30 11ª giornata | NorthEast Utd | 3 – 0 referto | Chennaiyin | Indira Gandhi Athletic Stadium (29 894 spett.) |
| \| \| \| \| \| Boro 10’ Sambou 21’, 23’ \| Marcatori \| \| |               |               |            |                                                |
|                                                            |               |               |            |                                                |
| Boro 10’ Sambou 21’, 23’                                   | Marcatori     |               |            |                                                |

| Kochi 30 novembre 2014, ore 19:00 UTC+5:30 12ª giornata | Kerala Blasters | 0 – 1 referto       | Chennaiyin | Jawaharlal Nehru Stadium (61 323 spett.) |
| \| \| \| \| \| \| Marcatori \| Bruno Pelissari 87’ \|   |                 |                     |            |                                          |
|                                                         |                 |                     |            |                                          |
|                                                         | Marcatori       | Bruno Pelissari 87’ |            |                                          |

| Chennai 5 dicembre 2014, ore 19:00 UTC+5:30 13ª giornata                                                            | Chennaiyin | 1 – 3 referto                                              | FC Goa | Jawaharlal Nehru Stadium (24 687 spett.) |
| \| \| \| \| \| Jean-Eudes Maurice 90’ \| Marcatori \| Romeo Fernandes 23’ André Santos 41’ Miroslav Slepička 62’ \| |            |                                                            |        |                                          |
| |            |                                                            |        |                                          |
| Jean-Eudes Maurice 90’                                                                                              | Marcatori  | Romeo Fernandes 23’ André Santos 41’ Miroslav Slepička 62’ |        |                                          |

| Chennai 9 dicembre 2014, ore 16:30 UTC+5:30 14ª giornata                                                           | Chennaiyin | 2 – 2 referto                            | Delhi Dynamos | Jawaharlal Nehru Stadium (20 446 spett.) |
| \| \| \| \| \| Bruno Pelissari 16’ Jeje Lalpekhlua 28’ \| Marcatori \| Alessandro Del Piero 53’ Hans Mulder 88’ \| |            |                                          |               |                                          |
| |            |                                          |               |                                          |
| Bruno Pelissari 16’ Jeje Lalpekhlua 28’                                                                            | Marcatori  | Alessandro Del Piero 53’ Hans Mulder 88’ |               |                                          |

#### Play-off
| Kochi 13 dicembre 2014, ore 19:00 UTC+5:30 Semifinale - Andata                       | Kerala Blasters | 3 – 0 referto | Chennaiyin | Jawaharlal Nehru Stadium (60 900 spett.) |
| \| \| \| \| \| Ishfaq Ahmed 27’ Iain Hume 29’ Sushanth Mathew 90’ \| Marcatori \| \| |                 |               |            |                                          |
|                                                                                      |                 |               |            |                                          |
| Ishfaq Ahmed 27’ Iain Hume 29’ Sushanth Mathew 90’                                   | Marcatori       |               |            |                                          |

| Chennai 16 dicembre 2014, ore 19:00 UTC+5:30 Semifinale - Ritorno                                                        | Chennaiyin | 3 – 1 (d.t.s.) referto | Kerala Blasters | Marina Arena (25 317 spett.) |
| \| \| \| \| \| Mikaël Silvestre 43’ Sandesh Jhingan 76’ (AG) Jeje Lalpekhlua 90’ \| Marcatori \| 117’ Stephen Pearson \| |            |                        |                 |                              |
| |            |                        |                 |                              |
| Mikaël Silvestre 43’ Sandesh Jhingan 76’ (AG) Jeje Lalpekhlua 90’                                                        | Marcatori  | 117’ Stephen Pearson   |                 |                              |

## Statistiche

### Statistiche di squadra
| Competizione        | Punti | In casa | In casa | In casa | In casa | In casa | In casa | In trasferta | In trasferta | In trasferta | In trasferta | In trasferta | In trasferta | Totale | Totale | Totale | Totale | Totale | Totale | DR |
| Competizione        | Punti | G       | V       | N       | P       | Gf      | Gs      | G            | V            | N            | P            | Gf           | Gs           | G      | V      | N      | P      | Gf     | Gs     | DR |
| ------------------- | ----- | ------- | ------- | ------- | ------- | ------- | ------- | ------------ | ------------ | ------------ | ------------ | ------------ | ------------ | ------ | ------ | ------ | ------ | ------ | ------ | -- |
| Indian Super League | 23    | 7       | 3       | 3       | 1       | 16      | 11      | 7            | 3            | 2            | 2            | 8            | 9            | 14     | 6      | 5      | 3      | 24     | 20     | +4 |

### Andamento in campionato
| Giornata  | 1 | 2 | 3 | 4 | 5 | 6 | 7 | 8 | 9 | 10 | 11 | 12 | 13 | 14 |
| --------- | - | - | - | - | - | - | - | - | - | -- | -- | -- | -- | -- |
| Luogo     | T | C | T | C | C | C | T | T | C | T  | T  | T  | C  | C  |
| Risultato | V | V | N | V | P | P | P | P | V | V  | N  | V  | N  | P  |
| Posizione | 1 | 1 | 3 | 1 | 1 | 1 | 1 | 1 | 1 | 1  | 1  | 1  | 1  | 1  |

Legenda:

Luogo: C = Casa; T = Trasferta. Risultato: V = Vittoria; N = Pareggio; P = Sconfitta.